# اندری صحیدک
اندری صحیدک (انگلیسی: Andriy Sahaydak؛ زادهٔ ۲ ژانویهٔ ۱۹۸۹) بازیکن فوتبال اهل اوکراین است.
از باشگاه‌هایی که در آن بازی کرده‌است می‌توان به باشگاه فوتبال اوورلا اوژهورود، باشگاه فوتبال چورنومورتس اودسا، و باشگاه فوتبال کارپاتی لویو اشاره کرد.